# Mitrofan Noga
Mitrogan Pietrowicz Noga (ros. Митрофан Петрович Нога, ur. 6 sierpnia?/19 sierpnia 1914 w miejscowości Kluczewodsk w guberni charkowskiej, zm. 22 grudnia 1986 w Kijowie) – radziecki generał porucznik lotnictwa, Bohater Związku Radzieckiego (1939).

## Życiorys
Urodził się w ukraińskiej rodzinie chłopskiej. Skończył 7 klas niepełnej szkoły średniej, pracował jako ślusarz w charkowskich zakładach lotniczych, od kwietnia 1932 służył w Armii Czerwonej. W 1933 ukończył wojskową szkołę lotniczą w Charkowie i został pilotem 109 eskadry lotnictwa myśliwskiego w Kijowskim Okręgu Wojskowym, a w marcu 1934 starszym lotnikiem 760 oddziału lotnictwa myśliwskiego (późniejsza eskadra specjalnego przeznaczenia i 29 eskadra lotnictwa myśliwskiego) Sił Powietrznych Zabajkalskiego Okręgu Wojskowego, w sierpniu 1936 został dowódcą klucza. Stacjonował na terytorium Mongolskiej Republiki Ludowej, w lipcu 1938 został dowódcą klucza i eskadry 70 pułku lotnictwa myśliwskiego Sił Powietrznych 57 Specjalnego Korpusu w Mongolii, od 1939 należał do WKP(b). Od 11 maja do 16 września 1939 brał udział w bitwie z Japończykami nad Chałchin-Goł jako dowódca eskadry w stopniu starszego porucznika, wykonując 109 lotów bojowych, uczestnicząc wielokrotnie w atakach szturmowych na cele naziemne, m.in. od 20 do 28 sierpnia 1939 zniszczył na lotnisku 16 japońskich samolotów, w tym 2 bombowce. Poza tym stoczył wówczas 22 walki powietrzne, strącając 9 myśliwców wroga osobiście i 2 bombowce w grupie. Za udział w bitwie nad Chałchin-Goł otrzymał tytuł Bohatera Związku Radzieckiego. We wrześniu 1939 został wyznaczony dowódcą 41 pułku lotnictwa myśliwskiego Sił Powietrznych Białoruskiego Specjalnego Okręgu Wojskowego, brał udział w zajmowaniu przez ZSRR Zachodniej Białorusi, czyli agresji ZSRR na Polskę, od stycznia do lipca 1941 studiował w akademii wojskowej, później brał udział w wojnie z Niemcami.
Od lata 1941 dowodził 182 pułkiem lotnictwa myśliwskiego, z którym walczył w składzie 9 Armii Frontu Południowego, później Wojsk Krymu, Sił Powietrznych 51 Armii i 56 Samodzielnej Armii, a od lutego 1942 w składzie 105 Dywizji Lotnictwa Myśliwskiego Obrony Przeciwlotniczej, brał udział m.in. w walkach na południu Ukrainy i w obwodzie rostowskim. 30 lipca 1942 został dowódcą 144 pułkiem lotnictwa myśliwskiego obrony przeciwlotniczej, z którym brał udział w odpieraniu nocnych ataków lotniczych wroga na Saratów, od maja 1943 dowodził 322 dywizją lotnictwa myśliwskiego 2 Korpusu Lotnictwa Myśliwskiego na Froncie Zachodnim, potem Briańskim, 1 Nadbałtyckim i 3 Białoruskim. Brał udział w operacji orłowskiej, briańskiej, newelsko-gorodokskiej i białoruskiej, od 16 listopada 1944 do końca wojny dowodził 256 Dywizją Lotniczą 5 Korpusu Lotnictwa Myśliwskiego 2 Armii Powietrznej 1 Frontu Ukraińskiego, na tym stanowisku uczestniczył w operacji wiślańsko-odrzańskiej, górnośląskiej, dolnośląskiej, berlińskiej i praskiej. Swoją ostatnią walkę powietrzną stoczył 2 maja 1945 nad Berlinem, gdzie strącił myśliwiec wroga. Podczas wojny z Niemcami wykonał 236 lotów bojowych, w walkach powietrznych strącił osobiście 6 i 2 samoloty wroga w grupie. Był dwukrotnie ranny. Od listopada 1945 dowodził 181 Dywizją Lotnictwa Myśliwskiego w Taurydzkim Okręgu Wojskowym, od listopada 1947 do 1949 studiował w Wyższej Akademii Wojskowej im. Woroszyłowa, po czym został dowódcą 65 Korpusu Lotnictwa Myśliwskiego, a w lutym 1952 dowódcą 52 Korpusu Lotnictwa Myśliwskiego 57 Armii Powietrznej Karpackiego Okręgu Wojskowego. Od listopada 1955 do stycznia 1957 był zastępcą dowódcy 29 Armii Powietrznej, potem dowodził Sachalińskim Korpusem Obrony Przeciwlotniczej, a od kwietnia 1960 do lipca 1963 12 Korpusem Obrony Przeciwlotniczej, po czym został zwolniony do rezerwy.

## Awanse
- porucznik (19 marca 1936)
- starszy porucznik(27 sierpnia 1937)
- major (29 listopada 1939)
- podpułkownik (30 lipca 1942)
- pułkownik (24 października 1943)
- generał major lotnictwa (3 sierpnia 1953)
- generał porucznik lotnictwa (18 lutego 1958)

## Odznaczenia
- Złota Gwiazda Bohatera Związku Radzieckiego (17 listopada 1939)
- Order Lenina (17 listopada 1939)
- Order Czerwonego Sztandaru (czterokrotnie, w tym 29 sierpnia 1939 i 22 września 1944)
- Order Suworowa II klasy (14 września 1943)
- Order Kutuzowa II klasy
- Order Wojny Ojczyźnianej I klasy (dwukrotnie, 1943 i 11 marca 1985)
- Order Czerwonej Gwiazdy (dwukrotnie)
- Medal „Za zasługi bojowe”
- Medal „Za obronę Sewastopola”
- Medal „Za zwycięstwo nad Niemcami w Wielkiej Wojnie Ojczyźnianej 1941–1945”
- Medal „Za wyzwolenie Pragi”
- Medal „Za zdobycie Berlina”
- Medal „Weteran Sił Zbrojnych ZSRR”
- Order Czerwonego Sztandaru (Mongolia)
- Order Suche Batora (Mongolia)
- Order Virtuti Militari V klasy (Polska Ludowa)